# Blektové z Útěchovic
Blektové z Útěchovic byli široce rozvětvený rytířský rod doložený v letech 1322–1546.

## Dějiny rodu
Svůj přídomek „z Útěchovic“, užívaný od roku 1409, odvozovali od vsi Útěchovice, části dnešní obce Hamr na Jezeře na Českolipsku, svého prvního panství, které získali jako léno od Vartenberků. 

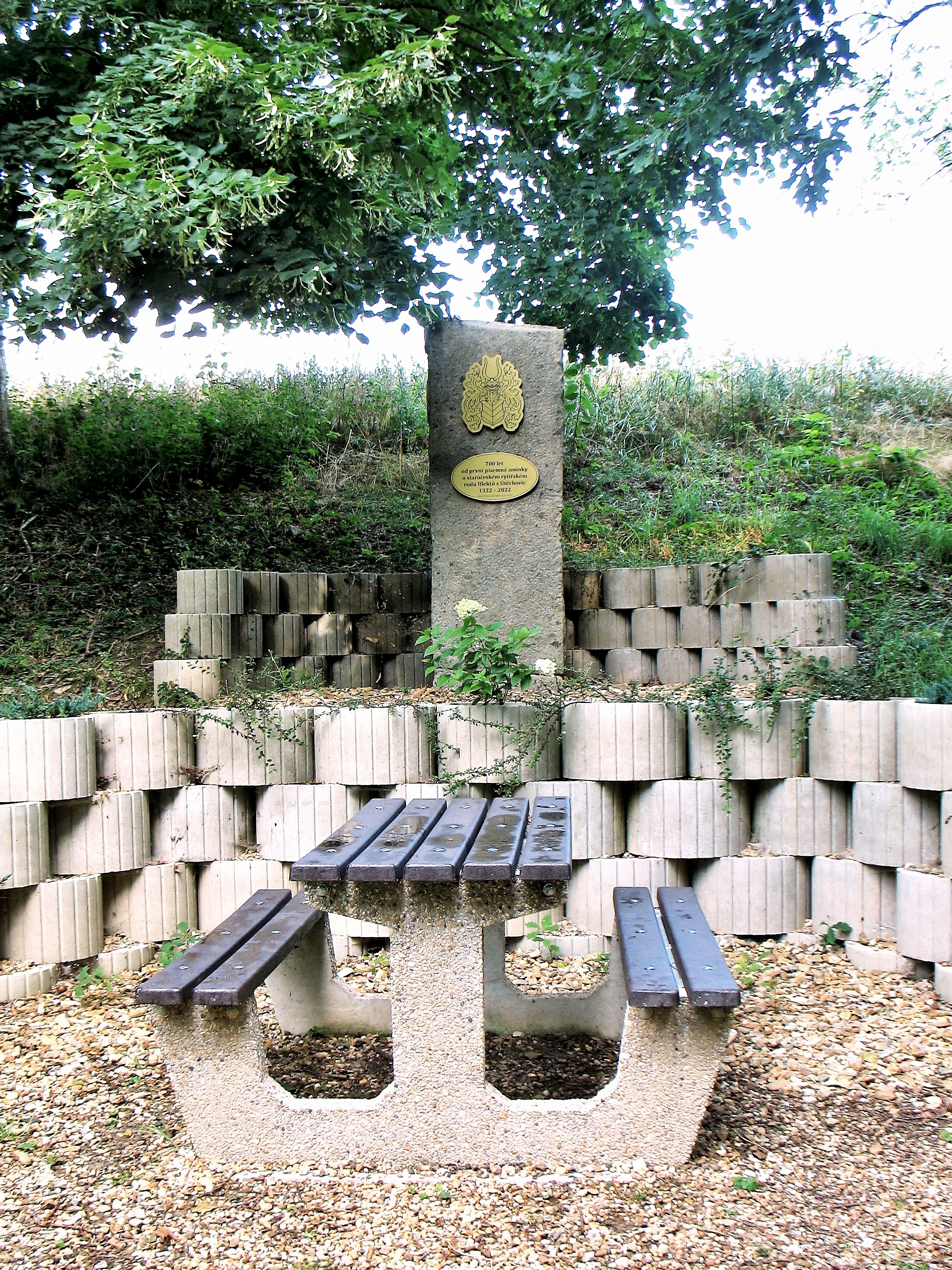
Památník rodu Blektů z Útěchovic, zřízený v roce 2022 obcí Hamr na Jezeře v místě, kde se stýkají hranice katastrů Břevniště, Hamru na Jezeře a Útěchovic

Blektové kromě Útěchovic dlouho drželi také panství Brniště, Velký Valtinov, Postřelnou, Dubnici a dokonce i Bezděz a Dětenice a další.[zdroj⁠?!] V polovině šestnáctého století se rod rozdělil do dvou větví. Kryštof Blekt se během stavovského povstání stal jedním z moravských direktorů, za což byl odsouzen k trestu smrti a ztrátě majetku.
Blektové jsou také uvedeni jako majitelé někdejšího zámeckého pivovaru ve Velkém Valtinově, který existoval do roku 1930. Pivovar založil Jiří Blekta z Útěchovic v roce 1580. Dalšími držiteli byli Adam a Šalamoun Blektové z Útěchovic, Adam Blekta z Útěchovic a Jiří Jindřich Blekta z Útěchovic.

## Osobnosti
Tvrz v Útěchovicích stála snad již v první polovině 15. století, ale poté byla zničena snad během bojů mezi Vartenberky s lužickým Šestiměstím. Útěchovice spolu s dalšími vesnicemi byly roku 1444 zničeny Lužickými po neúspěšném obléhání Děvína. Útěchovická tvrz byla zřejmě brzy obnovena a v roce 1453 na ní sídlil Štěpán z Útěchovic, který se jako spojenec Jana Blankenštejna z Vartenberka účastnil bojů se Saskem.

## Erb
Rodový erb Blektů z Útěchovic je cele vyvedený v barvách zlaté a červené. Představuje ho polcený štít, na němž jsou proti sobě položeny střídavě červené a zlaté pruhy šikmo směrem dolů ke středu štítu. Erb je ozdoben helmou se zlatou korunkou a parožím, opět v barvách zlaté a červené. Tyto barvy pak můžeme nalézt jako základ obecních a městských znaků okolních obcí, např. Mimoň, Velký Valtinov nebo Brniště.